# Luca Campano
Luca Campano (1140 circa – Cosenza, 1227) è stato un arcivescovo cattolico e abate italiano.

## Biografia
È chiamato così in quanto originario della regione della Campagna e Marittima. È spesso citato non tanto per la sua vita religiosa, ma poiché a lui vengono attribuiti i lavori architettonici di due dei più importanti edifici religiosi della provincia di Cosenza, il Duomo di Cosenza e l'Abbazia Florense.
Abate dell'Abbazia della Sambucina, e formatosi precedentemente nell'Abbazia di Casamari, qui incontra Gioacchino da Fiore, famoso già come alto predicatore. Rimase molto affascinato dalla figura di Gioacchino, e lo stesso Gioacchino utilizzò Luca Campano come suo "scriba" o amanuense, compito che Luca svolse con molta umiltà. Venne eletto abate della Sambucina il 22 novembre del 1194, e mantenne tale carica per sette anni, dando un forte impulso economico all'Abbazia, grazie anche all'amicizia che lo legava ai Papi Celestino III ed Innocenzo III ed agli Imperatori Federico II ed Enrico IV, che si impegnarono in numerose donazioni verso l'Abbazia. In questi anni si concesse molto nel sviluppare e migliorare il suo maggiore interesse, ovvero l'architettura. Divenne un così abile architetto che quando venne eletto vescovo di Cosenza, poté dare libero sfogo alla sua grande capacità ormai acquisita. A Sambucina diede inizio al rifacimento dell'Abbazia mentre a Cosenza, progettò la sua opera più importante, ovvero il Duomo della città. A lui viene attribuita anche l'edificazione dell'Abbazia Florense. Gli ultimi scavi dell'Abbazia di Iure Vetere ed alcuni scritti, accennano del suo coinvolgimento nell'erezione dell'Abbazia, o per lo meno lo vedono indicato quale "direttore dei lavori" del nuovo archicenobio fatto erigere dopo la morte di Gioacchino da Fiore.